# Portepé

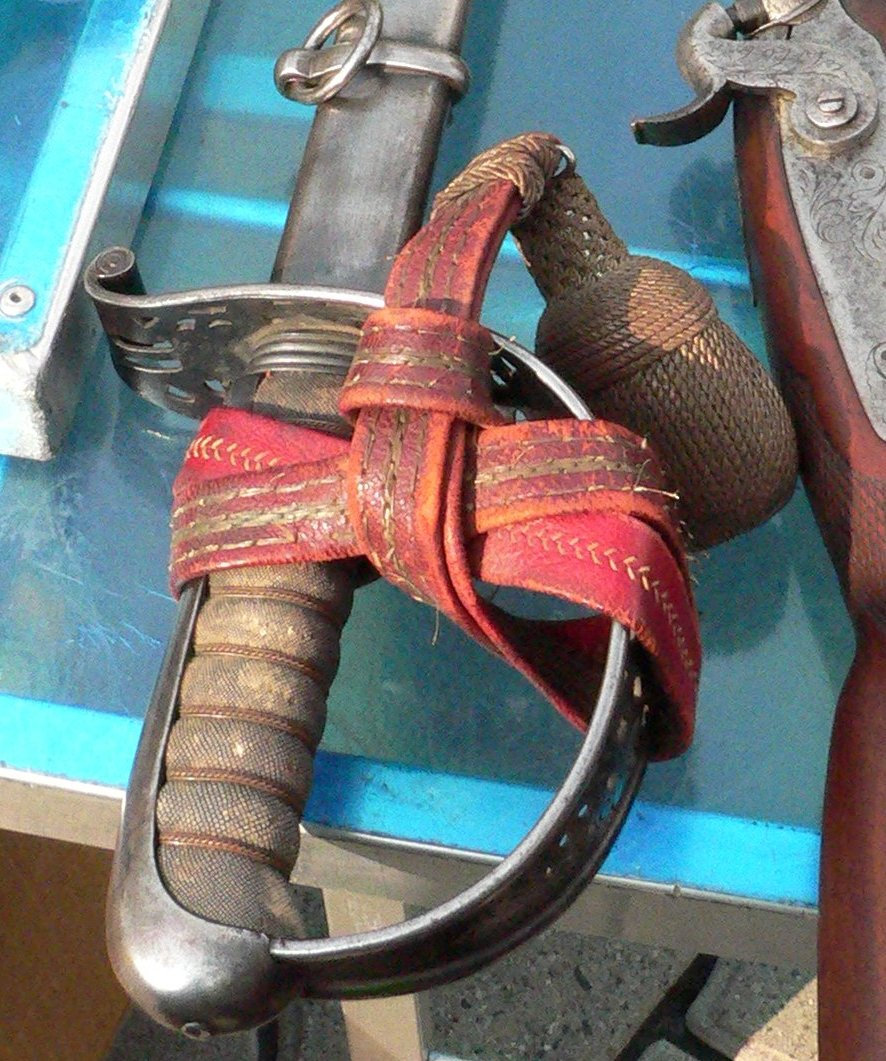
Portepé på sabelfäste.

Portepé (från franskans porte-épée, 'värjbärare') är en handrem av läder eller textil, ofta klädda eller helt tillverkade av guld- eller silvergalon.
Portepén fästs i en ögla omkring en värjas eller sabels kavel eller träs genom ett på handbygeln sittande avlångt hål. I strid läggs portepéns fria del vilken vanligen avslutas med en knut eller tofs omkring handleden för att hindra att vapnet tappas.
Inom den svenska Försvarsmakten används portepé m/1797 till sabel för armén och marinen, och portepé m/30 till stickert i flygvapnet.